# Soy
Soy (Waals: Swè) is een dorp in de Belgische provincie Luxemburg en een deelgemeente van Érezée. In Soy liggen ook nog de dorpjes Biron, Fisenne en Wy.

## Geschiedenis
In 1812 werd de gemeente Fisenne opgeheven en bij Soy gevoegd. In 1823 werd Biron afgesplitst van Wéris, waartoe het sinds 1812 behoorde, en aangehecht bij Soy. Soy bleef een zelfstandige gemeente tot de gemeentelijke fusies van 1977, toen het een deelgemeente werd van Érezée. In het oosten werd Ny afgesplitst en overgeheveld naar de gemeente Hotton.

## Demografische ontwikkeling
- Bronnen:NIS, Opm:1831 tot en met 1970=volkstellingen, 1976= inwoneraantal op 31 december

Deelgemeenten: Amonines · Érezée · Mormont · Soy

Overige dorpen: Awez · Biron · Blier · Briscol · Clerheid · Erpigny · Estiné · Éveux · Fanzel · Fisenne · Hazeilles · Hoursinne · La Forge · Mélines · Oster · Sadzot · Wy

Belgische gemeenten · Arrondissement Marche-en-Famenne · Luxemburg · Wallonië